# Mickey Kuhn
Mickey Kuhn, nome artístico de Theodore Matthew Michael Kuhn, Jr. (Waukegan, 21 de setembro de 1932 – Naples, 20 de novembro de 2022), foi um ator infantil estadunidense cuja atividade no cinema americano se deu durante as décadas de 1930, 1940 e, quando crescido, na década de 1950, deixando em seguida o trabalho nos filmes.
O título mais famoso que consta em sua filmografia é o clássico ...E o vento levou ("Gone with the Wind", 1939), onde atuou aos sete anos de idade no papel de Beau Wilkes, filho de Melanie (Olivia de Havilland) e Ashley (Leslie Howard).

## Biografia e carreira
Descendente de alemães, Kuhn nasceu em Waukegan, Illinois, sendo o mais novo de dois filhos. Sua família se mudou para Hollywood durante a depressão de 1929, onde seu pai encontrou um trabalho confiável como cortador de carne. Mickey começou a aparecer nas telas quando ainda era um bebê, estreando pela 20th Century Fox com o filme O seu primeiro amor ("Change of Heart", 1934), que incluía no elenco estrelas como Janet Gaynor, Charles Farrell, Ginger Rogers, Jane Darwell e a pequena Shirley Temple. Frequentando o jardim de infância Mark-Ken, Mickey retornou ao cinema aos 5 anos de idade, com o filme A missão do médico ("A Doctor's Diary, 1937), da Paramount. Sua mãe era quem o cuidava e o acompanhava durante a maior parte de sua carreira. 
1939 foi um ano marcante para Kuhn bem como para toda a Hollywood. Neste ano ele trabalhou com grandes nomes do cinema hollywoodiano, como Humphrey Bogart e Kay Francis (em Contra a lei, de Lewis Seiler), Paul Muni e Bette Davis (em Juarez, de William Dieterle), Irene Dunne e Charles Boyer (em Noite de pecado, de John M. Stahl), e, por fim, Vivien Leigh, Clark Gable, Olivia de Havilland e Leslie Howard (no clássico da Guerra Civil Norte-Americana ...E o Vento Levou, de Victor Fleming e George Cukor).
Sua atenção também se voltou para o teatros e o palco. Quando adolescente, foi apresentador no Pasadena Playhouse e outros programas sediados em Los Angeles. Nos anos seguintes Kuhn participou de uma série de filmes que não obtiveram prestígio, no entanto em 1951 ele decidiu se alistar na Marinha. Depois de um mandato de quatro anos de serviço, em 1955 ele tentou voltar a trabalhar com filmes e TV, mas sem muito alarde. Casou-se neste mesmo ano e teve dois filhos. Optando por uma fonte de renda mais estável, ele cursou a Los Angeles Valley College e a Cal State Northridge Valley College e graduou-se em Artes Cênicas, mantendo uma variedade de biscates.
Um fato curioso é que Kuhn atuou nos dois clássicos do cinema que renderam o Oscar de melhor atriz à Vivien Leigh: o primeiro foi ...E o vento levou, em 1939; e o segundo ocorreu doze anos mais tarde, com uma participação rápida em Uma rua chamada pecado, em 1951, onde aparece logo no início do filme como o jovem marinheiro que informa à personagem de Leigh o nome do bonde para Nova Orleans.
Kuhn morreu em 20 de novembro de 2022, de causas naturais aos noventa anos de idade, vivia em um asilo em Naples.

## Carreira cinematográfica

### Filmes
- 1934 - Change of Heart  (não creditado)
- 1937 - A Doctor's Diary  (não creditado)
- 1939 - S.O.S Tidal Wave (não creditado)
- 1939 - Juarez
- 1939 - Noite de Pecado
- 1939 - ... E o vento levou - filho de Melanie
- 1945 - This love of Ourus
- 1945 - Dick Tracy
- 1946 - The Searching Wind
- 1947 - Magic Tow
- 1948 - O Estranho Amor de Martha Ivers
- 1951 - Uma rua chamada Pecado - marinheiro
- 1951 - On the loose